# Mar Negro
El mar Negro (en griego antiguo Πόντος Εὔξεινος; en griego moderno Μαύρη Θάλασσα o Εύξεινος Πόντος; en latín Pontus Euxinus) es un mar ubicado entre Europa Oriental y Asia Occidental. Se encuentra encerrado entre los Balcanes, la estepa póntica, Crimea, el Cáucaso y la península de Anatolia. El estrecho del Bósforo lo conecta con el pequeño mar de Mármara, y el estrecho de los Dardanelos conecta al mar anterior con el mar Egeo, que es una división del mar Mediterráneo. También está conectado con el mar de Azov, situado al noreste, por el estrecho de Kerch. El mar Negro forma una depresión elíptica con una pendiente de este a oeste, y tiene una superficie de 436 400 km² (sin incluir el mar de Azov), una profundidad máxima de 2212 m y un volumen de 547 000 km³. Los países ribereños del mar Negro son, empezando por el sur y en sentido horario, Turquía, Bulgaria, Rumania, Ucrania, Rusia y Georgia.
Está delimitado por los montes Pónticos al sur y por las montañas del Cáucaso al este, y cuenta con una amplia meseta al noreste. Su mayor longitud de este a oeste es de 1175 km. Entre las ciudades importantes de sus costas están: Batumi, Burgas, Constanza, Giresun, Hopa, Estambul, Kerch, Mangalia, Năvodari, Novorossiysk, Odesa, Ordu, Poti, Rize, Sinope, Samsun, Sebastopol, Sochi, Sozopol, Sujumi/Sujum, Trabzon, Varna, Yalta y Zonguldak.
Existe una salida neta de agua de 300 km³ al año a través del Bósforo y del estrecho de Dardanelos hacia el mar Egeo, mientras que el agua del Mediterráneo discurre hacia el mar Negro como parte de un camino de ida y vuelta de intercambio hidrológico. El flujo que sale del mar Negro es más frío y menos salino, y el flujo que entra desde el Mediterráneo es más cálido y salino, por lo que este flujo es el resultado de los cambios de densidad causados por la diferente salinidad, lo que da lugar a una gran cantidad de agua anóxica a 150 m bajo la superficie, que tienen la particularidad de descomponer los barcos hundidos fabricados en hierro pero no así los barcos de madera. El mar Negro también recibe agua del gran sistema fluvial de Eurasia por el norte del mar. Los ríos que le aportan más agua son el Danubio, el Dniéster, el Dniéper y el Don.
Los niveles de agua de este mar han variado significativamente a lo largo de la historia. Debido a estas variaciones del nivel del agua en la cuenca, los límites actuales de este mar han sido a veces terrazas geológicas secas. Cuando se dan determinados niveles de agua elevados es posible que el mar se conecte con otras aguas cercanas para estabilizarse. Es a través de una de estas rutas de conexión más activas, el estrecho turco, donde este mar se conecta con los océanos del mundo. Cuando este enlace hidrológico no está presente, el mar Negro se transforma en una cuenca endorreica que opera de forma independiente del sistema global de los océanos, como es el caso del mar Caspio. El estrecho turco conecta el mar Negro con el Egeo, y abarca el Bósforo, el mar de Mármara y el Dardanelos.

## Extensión
La Organización Hidrográfica Internacional define los límites del mar Negro de la siguiente forma:
Al suroeste: El límite al noreste del mar de Mármara. Una línea que une el cabo Rumili (Rumeli Feneri) con el cabo Anatoli (Anadolu Feneri) (41°13'N).
En el estrecho de Kerch: Una línea que une el cabo Takil (Mys Takyl) y el cabo Panaguiya (Mys Panagiya) (45°02'N).

## Nombre

### Nombres modernos
Los nombres modernos de este mar son equivalentes al nombre «mar Negro», incluyendo los que se dan en los países que están bañados por este mar:
- Abjasio: Амшын Еиқәа, Amŝən Ejkʷa, AFI: [ɑmʂɨn ɛjkʷʰɑ]
- Adigué: Хы Шӏуцӏэ, Xə Šʷʼucʼɛ, AFI: [xɘ ʃʷʼtsʼɜ]
- Armenio: Սեւ ծով, Sev cov, AFI: [sɛv t͡sɔv]
- Azerí: Qara dəniz, AFI: [kaˈɾa deniz]
- Búlgaro: Чeрно морe, Čérno moré, AFI: [ˈt͡ʃɛrno moˈrɛ]
- Georgiano: შავი ზღვა, AFI: [ʃavi zʁʷa]
- Laz y mingreliano: უჩა ზუღა, Ucha Zugha, IPA: [ˈutʃä ˈzuɣä], o simplemente ზუღა, Zugha, IPA: [ˈzuɣä], "Mar"
- Rumano: Marea Neagră, pronunciado [ˈmare̯a ˈne̯aɡrə]ⓘ
- Ruso: Чёрное мо́ре, Čórnoje móre, AFI: [ˈt͡ɕɵrnəjə ˈmorʲe]
- Tártaro de Crimea: Къара денъиз, Qara deñiz, AFI: [qɑrɑ deŋiz]
- Turco: Karadeniz, AFI: [kaˈɾadeniz]
- Ucraniano: Чо́рне мо́ре, Čórne móre, AFI: [ˈt͡ʃɔrne ˈmɔre]

Estos nombres no han quedado establecidos del todo hasta el siglo XII, pero hay indicios de que podrían ser bastante más antiguos. En Grecia se sigue usando ampliamente el nombre histórico Ponto Euxino (Eύξεινος Πόντος, Eúxeinos Póntos, AFI: [ˈefksinos ˈpondos]), que significa «Mar Hospitalario/Acogedor». 

### Nombres históricos

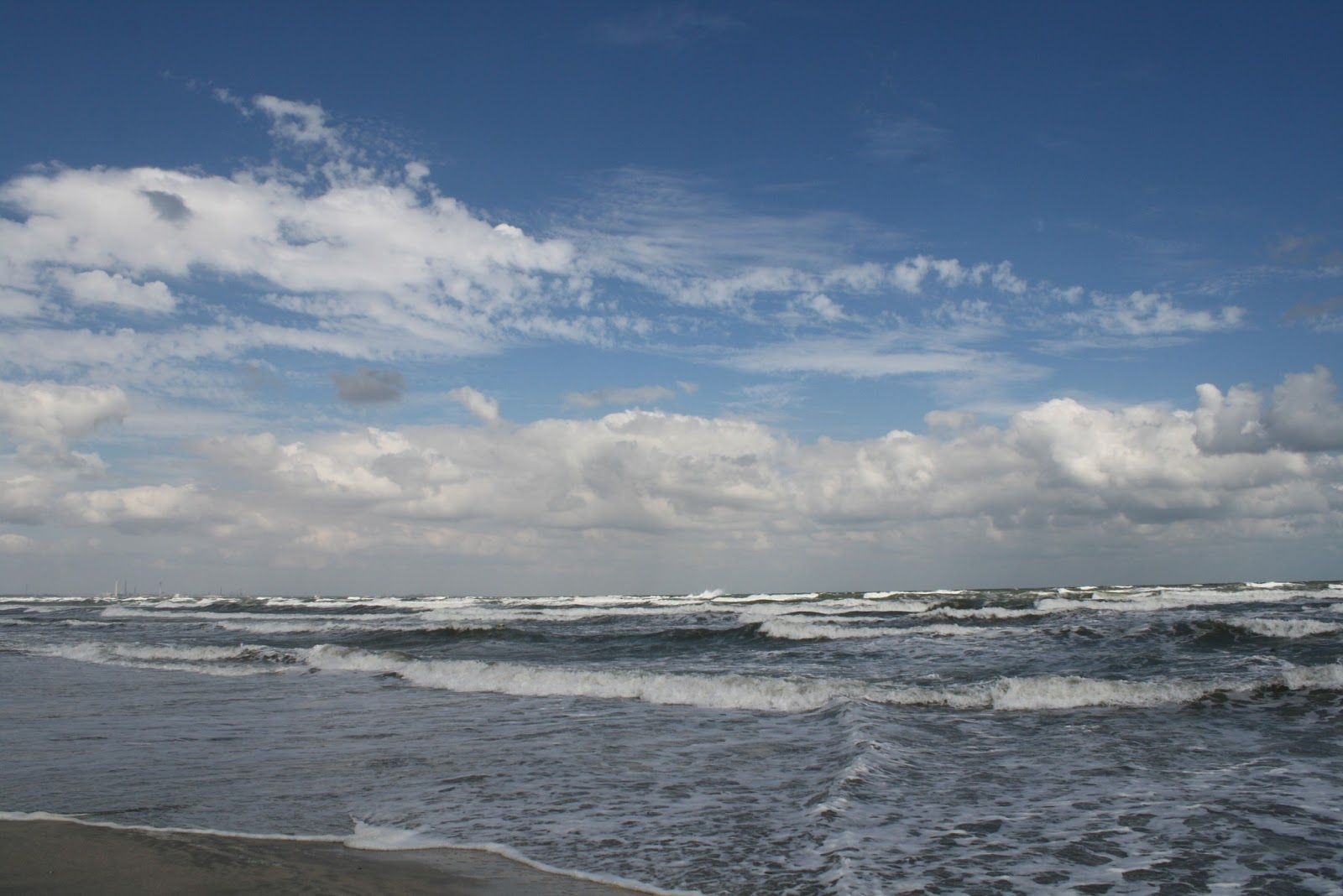
El mar Negro cerca de Constanza, Rumania.

En la obra Geografía (1.2.10) Estrabón dice que en la antigüedad, el mar Negro era llamado a menudo "El Mar" (ὁ πόντος, ho pontos). Durante mucho tiempo, la tradición grecorromana se ha referido al mar Negro como el mar Hospitalario (Εὔξεινος Πόντος, Eúxeinos Póntos), lo que reemplazó a un nombre anterior, el de mar Inhóspito (Πόντος Ἄξεινος, Póntos Áxeinos), citado por primera vez por Píndaro (c. 475 a. C.). Estrabón (7.3.6) cree que el mar Negro fue llamado "Inhóspito" antes de la colonización griega porque era difícil de navegar y porque sus costas estaban pobladas por tribus salvajes. El nombre fue cambiado por el de "Hospitalario" después de que los milesios griegos colonizaran la costa sur, el Ponto, convirtiéndola en parte de la civilización griega.
También es posible que el epíteto Áxeinos venga etimológicamente de la palabra escita axšaina, que significa "oscuro"; por lo que la designación de mar Negro podría provenir de la antigüedad.
Un mapa de Asia de 1570 titulado Asiae nova descriptio, de la obra Theatrum orbis terrarum de Abraham Ortelius, lo llama mar Maggior (mar Mayor). Los escritores de lengua inglesa del siglo XVIII usaron el nombre de Euxine Sea para referirse al mar Negro. Edward Gibbon, por ejemplo, llamaba al mar de esta forma en su obra La historia del declive y la caída del imperio romano. Durante el periodo imperial otomano, el mar Negro fue llamado también Bahr-e Siyah o Karadeniz, que significan "mar Negro" en el idioma turco otomano.

## Geología y batimetría

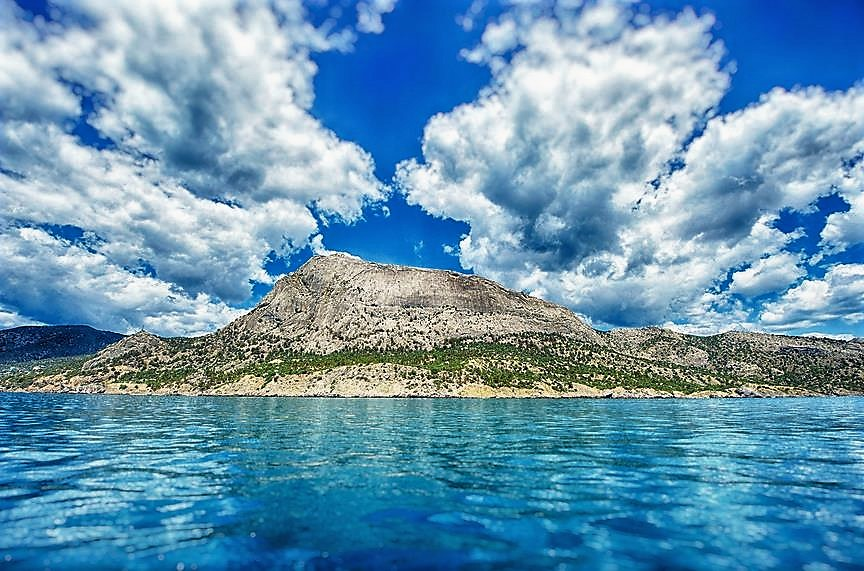
La bahía de Sudak, Crimea.

Los orígenes geológicos de la cuenca pueden trazarse desde dos relictos anteriores que se crearon a partir de un arco volcánico albiano que fue subsumido por los océanos Paleo-Tetis y Tetis, pero el momento en que ocurrieron estos eventos sigue siendo objeto de discusión.
Desde sus comienzos, el ambiente de presión de las placas tectónicas provocó el hundimiento de la cuenca, lo que fue intercalado con fases en que las que esta se extendió como resultado de la actividad volcánica a gran escala y las numerosas orogenias, que provocaron el levantamiento de la cordillera del Cáucaso, los Montes Pónticos, los Balcanes y del sur de la península de Crimea.
La colisión, que aún continúa, entre las placas Euroasiática y la Africana y el arrastre hacia el oeste de la placa de Anatolia, que produce las fallas del norte y del este de Anatolia, han dictado el actual régimen tectónico, que cuenta con un hundimiento mayor en la cuenca del mar Negro y con una actividad volcánica significativa en la región de Anatolia. Son estos mecanismos geológicos los que han causado que, a lo largo del tiempo, se produjesen aislamientos periódicos del mar Negro del resto del sistema oceánico global.
La cuenca moderna está dividida en dos subcuencas por una depresión que comienza a extenderse al sur de la península de Crimea. Se trata, en primer lugar, de una gran terraza submarina (equivalente a una plataforma continental) cuya parte más amplia tiene 190 km de largo desde la costa hasta el desnivel. La ladera del desnivel cuenta con una inclinación que de entre 1:10 y 1:1000. El borde sur recorre el norte de Turquía y el borde oriental recorre el litoral de Georgia, aunque en estos lugares se caracteriza por ser una plataforma estrecha que rara vez tiene más de 20 km y cuya ladera tiene una pendiente de 1:40, con grandes cañones submarinos y con extensos canales. En el centro del mar Negro se encuentra la llanura abisal de Euxine, que tiene una profundidad máxima de 2212 m en un punto al sur de la ciudad de Yalta, en la península de Crimea.
El litoral del mar Negro es referido a menudo como el Litoral Póntico o la Zona Póntica. Al norte está el "cinturón de Chernozem", que va desde el este de Croacia (Eslavonia), a lo largo del Danubio (el norte de Serbia, la llanura búlgara del Danubio y el sur de Rumania, por la llanura de Valaquia) al noreste de Ucrania y a través de la región de Tierras Negras y al sur de Rusia para adentrarse en Siberia.

## Hidrología

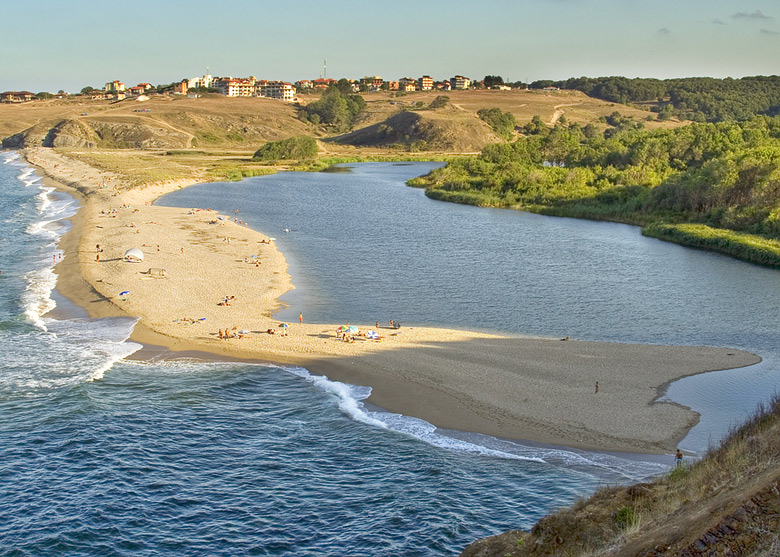
El estuario de Veleka en el mar Negro. Las corrientes del litoral han depositado sedimentos a lo largo de la costa creando formas de arena. Sinemorets, Bulgaria.

El mar Negro es un mar marginal y la mayor masa de agua en una cuenca meromíctica del mundo, lo cual significa que las aguas profundas no se mezclan con las aguas superficiales que reciben oxígeno de la atmósfera. Como resultado de esto, aproximadamente el 90 % de las aguas más profundas del mar Negro es anóxica. Los patrones de circulación de agua en el mar Negro están controlados sobre todo por la topografía de la cuenca y la entrada por vías fluviales, lo que desemboca en una estructura estratificada y vertical. A causa de esta estratificación extrema, se clasifica como un estuario "de cuña salina".
El mar Negro solo experimenta un intercambio de agua con el Mediterráneo, de modo que todos los flujos de salida y entrada se dan en el estrecho del Bósforo y en el estrecho de Dardanelos. El flujo hacia el interior desde el Mediterráneo tiene una salinidad y una densidad mayor que el flujo saliente, creando la clásica circulación estuarina. Esto significa que el flujo hacia el interior del agua más densa del Mediterráneo ocurre al fondo de la cuenca mientras que el flujo de salida del agua de la superficie del mar Negro hacia el mar de Mármara ocurre cerca de la superficie. El agua de la superficie es producto del saldo de los ríos, por lo que esto convierte al mar Negro en un mar positivo. La red de introducción de agua nueva en el Mediterráneo hace que el volumen de agua que sale del mar Negro sea el doble de la que entra. La evaporación es aproximadamente igual a las precipitaciones, estando en torno a los 300 km³ al año.
Debido a la estrechez y a la falta de profundidad del Bósforo y del estrecho de Dardanelos (sus profundidades respectivas son de solamente 33 y 70 m), las velocidades de las corrientes de entrada y de salida son altas y con poca verticalidad. Esto provoca una mezcla turbulenta de las dos capas. El agua superficial deja el mar Negro con una salinidad de 17 (escala práctica de salinidad) y toma agua del Mediterráneo con una salinidad de 34. El flujo de entrada del Mediterráneo, que tiene una salinidad de 38,5, experimenta una disminución de su salinidad hasta los 34 aproximadamente.
La principal circulación de la superficie es cíclica y las aguas que rodean el perímetro del mar Negro circulan por el talud de la cuenca en un giro conocido como "corriente del borde". La corriente del borde tiene una velocidad máxima de unos 50-100 cm/s. Además de esto, hay dos recorridos cíclicos más pequeños que están en los sectores este y oeste de la cuenca. Los "giros" del este y del oeste son sistemas bien organizados en invierno pero se disipan en una serie de remolinos interconectados en verano y otoño. La actividad de la mesoescala en el flujo periférico se hace más pronunciada durante estas estaciones más cálidas y está sujeta a la variabilidad interanual.
Fuera de la corriente del borde, hay numerosos remolinos casi permanentes que se forman como resultado de la surgencia que hay en el entorno de la plataforma costera y los mecanismos de los vientos. La duración interanual de estos fenómenos se controla por las variaciones fluviales y atmosféricas de cada estación. Durante la primavera, se forma el remolino de Batumi en la esquina sureste del mar.
Debajo de las aguas superficiales (50-100 m) existe una haloclina que se detiene en la capa fría intermedia (CFI). Esta capa está compuesta por las frías y saladas aguas superficiales, que son el resultado del frío atmosférico y la disminución de la llegada de agua fluvial durante los meses de invierno. Esta capa está mezclada con el agua invernal de la superficie. La base de la CFI está marcada por una picnoclina principal de unos 100-200 m y la disparidad de su densidad es el mecanismo principal para el aislamiento del agua de las profundidades.
Debajo de la picnoclina está la masa de agua profunda, donde la salinidad aumenta hasta 22,3 y las temperaturas alcanzan los 8,9 °C. El ambiente hidroquímico cambia de lo oxigenado a lo anóxico. El débil calor geotérmico y el largo tiempo de permanencia crean una capa convectiva "espesa" al fondo.

## Hidroquímica

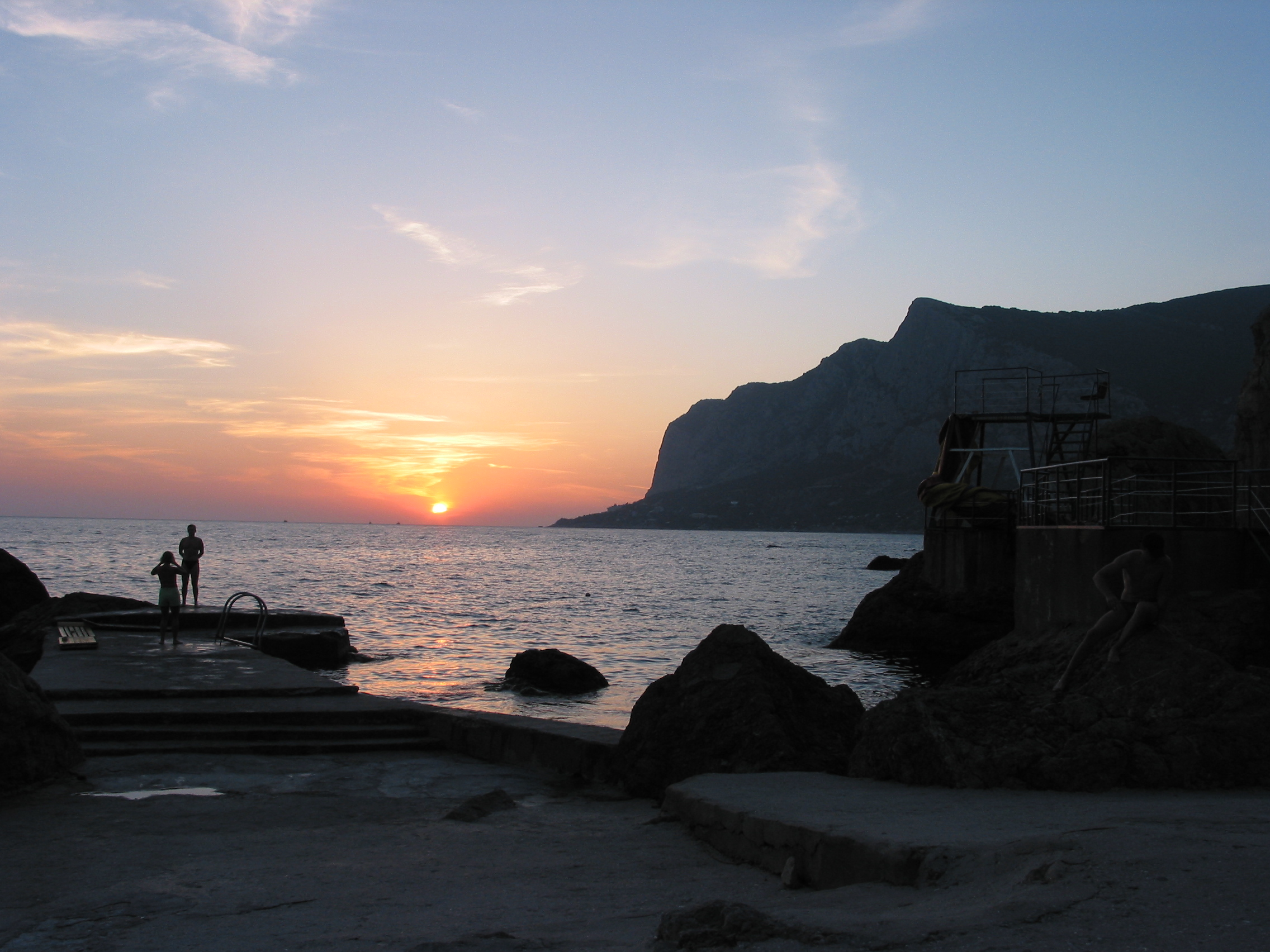
Puesta de sol en el mar Negro. Laspi, Crimea.

La materia orgánica, incluidos artefactos antropogénicos como los cascos de los barcos, están bien preservados. Durante los periodos de producción alta de la superficie, la brotación de algas efímeras forma nutridas capas orgánicas conocidas como sapropel. Los científicos han documentado una brotación de fitoplancton anual que puede apreciarse en las fotografías de la NASA de la región. Como resultado de esta característica, el mar Negro ha granjeado el interés de la arqueología marina y se han descubierto pecios en excelente estado de conservación, como el pecio bizantino Sinop D, localizado en la capa anóxida de la costa de Sinop, en Turquía.
Las recreaciones han mostrado la liberación de nubes de sulfuro de hidrógeno en el caso de que impactase un asteroide en el mar Negro, lo que podría suponer una amenaza para la salud o para la vida de las personas que viven en las costas del mar Negro.
Se han registrado casos aislados de fogonazos en el mar Negro durante las tormentas, posiblemente a causa de la ignición luminosa de gas inflamable que se filtra desde las profundidades del lago.

## Ecología

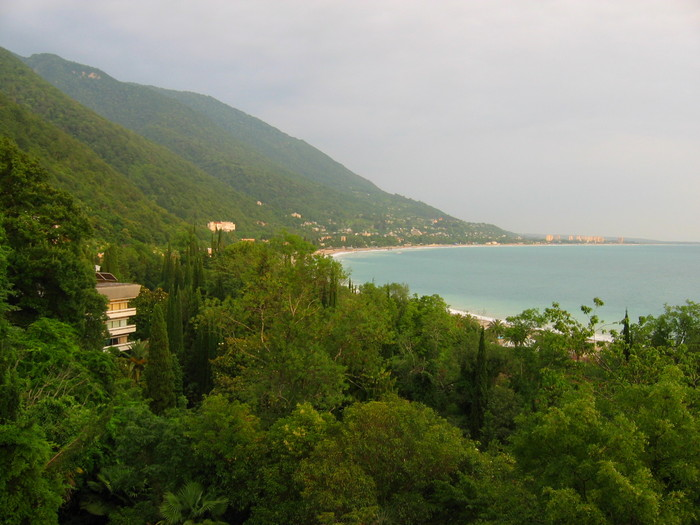
Costa del mar Negro con flora subtropical. Gagra, Abjasia.

El mar Negro sostiene un activo y dinámico ecosistema marino, dominado por especies adaptadas a las condiciones salobres y de abundancia de nutrientes. Al igual que en todas las redes alimentarias marinas, el mar Negro cuenta con un abanico de grupos tróficos, con algas autotróficas, incluyendo diatomeas y dinoflagelados, que actúan como productores primarios. El sistema de drenado fluvial de Eurasia y Centroeuropa introduce grandes volúmenes de sedimentos y nutrientes disueltos en el mar Negro, pero la distribución de estos nutrientes está controlada por la disminución de la estratificación fisioquímica, que se desarrolla fisiográficamente de forma variante dependiendo de la estación.
Durante el invierno, los fuertes vientos benefician a los ciclos convectivos y al afloramiento de nutrientes, mientras que las temperaturas veraniegas derivan en la creación de una capa de mezcla superficial cálida y con una estratificación marcadamente vertical.
La longitud del día y la intensidad de la insolación también controlan la extensión de la zona fótica.
La productividad bajo la superficie está limitada por la disponibilidad de nutrientes. Las aguas anóxicas del fondo actúan como un sumidero de nitratos, que son reducidos a amoníaco. La zona bentónica también juega un importante papel en el ciclo de los nutrientes. Los organismos químicosintéticos y las vías geoquímicas anóxicas reciclan los nutrientes, que pueden ser elevados a la zona fótica, aumentando su productividad.

### Fitoplancton
Los principales grupos de fitoplancton presentes en el mar Negro son los dinoflagelados, las diatomeas, los cocolitofóridos y las cianobacterias. Generalmente, el ciclo anual del desarrollo del fitoplancton produce la predominancia de dinoflagelados y diatomeas en primavera, seguida por una comunidad mezclada de los distintos tipos desarrollados en menor número que se produce bajo la termoclina estacional de los meses de verano, y seguida por una producción intensa de fitoplancton en la superficie en otoño. Este patrón de productividad aumenta por un florecimiento (o bloom) de emiliania huxleyi durante los meses de primavera y de verano.
Dinoflagelados
La distribución anual de los dinoflagelados está definida por un extenso periodo de florecimiento debajo de las aguas superficiales durante la primavera y el verano. En noviembre, la producción de plancton debajo de la superficie se combina con la producción de la superficie, debido a la mezcla vertical de las masas de agua con nutrientes como los nitritos. La especie de dinoflagelado de mayor afloramiento es la gymnodinium. Se estima que la diversidad de dinoflagelados en el mar Negro puede ir de las 193 a las 267 especies. Este número de especies es relativamente bajo en comparación con el Mediterráneo, lo que es atribuible a las condiciones de salobridad, la transparencia de las aguas bajas y la presencia de aguas anóxicas al fondo. También es posible que las bajas temperaturas invernales del mar Negro, por debajo de los 4 °C, eviten el establecimiento de especies de termófilos. La relativamente alta cantidad de materia orgánica de las aguas superficiales del mar Negro favorecen el desarrollo especies de heterótrofos (unos organismos que utilizan el carbón orgánico para crecer) o de dinoflagelados mixotróficos (capaces de aprovechar diferentes vías tróficas) en relación con los autótrofos. A pesar de su configuración hidrográfica única, no existen especies de dinoflagelados endémicas del mar Negro.
Diatomeas
El mar negro está poblado por muchas especies de diatomeas marinas, que normalmente conviven en colonias de algas unicelulares, no móviles y auto/heterotróficas. El ciclo de la vida de muchas diatomeas puede ser descrito como de "florecimiento y desaparición" y el mar Negro no es una excepción, con florecimientos de diatomeas en la superficie a lo largo del año, sobre todo en marzo.
En términos simples, la fase de crecimiento rápido de la población de diatomeas es causa de la llegada de los sedimentos terrestres de silicio y, cuando se agota el suministro de silicio, las diatomeas comienzan a hundirse y a quedar fuera de la zona fótica, donde se encostran. Además hay otros factores, como la depredación por el zooplancton y la regeneración de la producción de derivados del amonio, que también tienen un papel en el ciclo anual de las diatomeas. Sobre todo, en los florecimientos de proboscia alata y pseudosolenia calcar-avis durante el verano.
Cocolitróficos
Los cocolitróficos son un tipo de fitoplancton móvil y autotrófico que produce placas de CaCO3, conocidas como cocolitos, como parte de su ciclo de vida. En el mar Negro, el periodo principal de crecimiento de los cocolitróficos ocurre cuando ya han crecido la mayor parte de los dinoflagelados. En mayo, los dinoflagelados ya se han desplazado bajo la termoclina estacional, hacia las aguas profundas, donde hay más nutrientes disponibles. Esto permite a los cocolitróficos utilizar los nutrientes de las aguas superiores, y a finales de mayo, con condiciones de temperatura y de luz favorables, crecen a su nivel más grande. La especie que lleva a cabo un mayor afloramiento es la emiliania huxleyi, que también es responsable de la liberación de sulfuro de dimetilo a la atmósfera. Aunque la diversidad de cocolitróficos es baja en el mar Negro, y aunque en los sedimentos recientes hay sobre todo E. huxleyi y braarudosphaera bigelowii, los sedimentos del Holoceno también han mostrado contenidos de las especies helicopondosphaera y discolithina.
Cianobacterias
Las cianobacterias son del grupo de las bacterias picoplanctónicas (plancton que varían en tamaño de 0,2 a 2,0 micras), las cuales obtienen su energía a través de la fotosíntesis, y están presentes en todos los océanos del mundo. Exhiben una gama de morfologías, incluyendo colonias filamentosas y películas biológicas. En el mar Negro hay varias especies presentes, como la synechococcus, que se pueden encontrar a través de la zona fótica, aunque la concentración disminuye al aumentar la profundidad. Entre los otros factores que influyen en la distribución de los nutrientes están la depredación y la salinidad.

### Especies animales endémicas
Mejillón cebra
El mar Negro y el mar Caspio son parte del entorno nativo del mejillón cebra. El mejillón ha sido introducido accidentalmente a lo largo de todo el mundo y se ha convertido en una especie invasora allí donde ha sido introducido.
Carpa común
La carpa común tiene su entorno nativo en el mar Negro, el mar Caspio y el mar de Aral. Al igual que el mejillón cebra, es una especie invasora cuando se introduce en otros hábitats.
Gobio redondo
El gobio redondo es otro pez nativo que también se encuentra en el mar Caspio. Al igual que el mejillón cebra y la carpa común, se convierte en especie invasora cuando se introduce en otros ambientes, como los Grandes Lagos.

### Efectos ecológicos de la contaminación

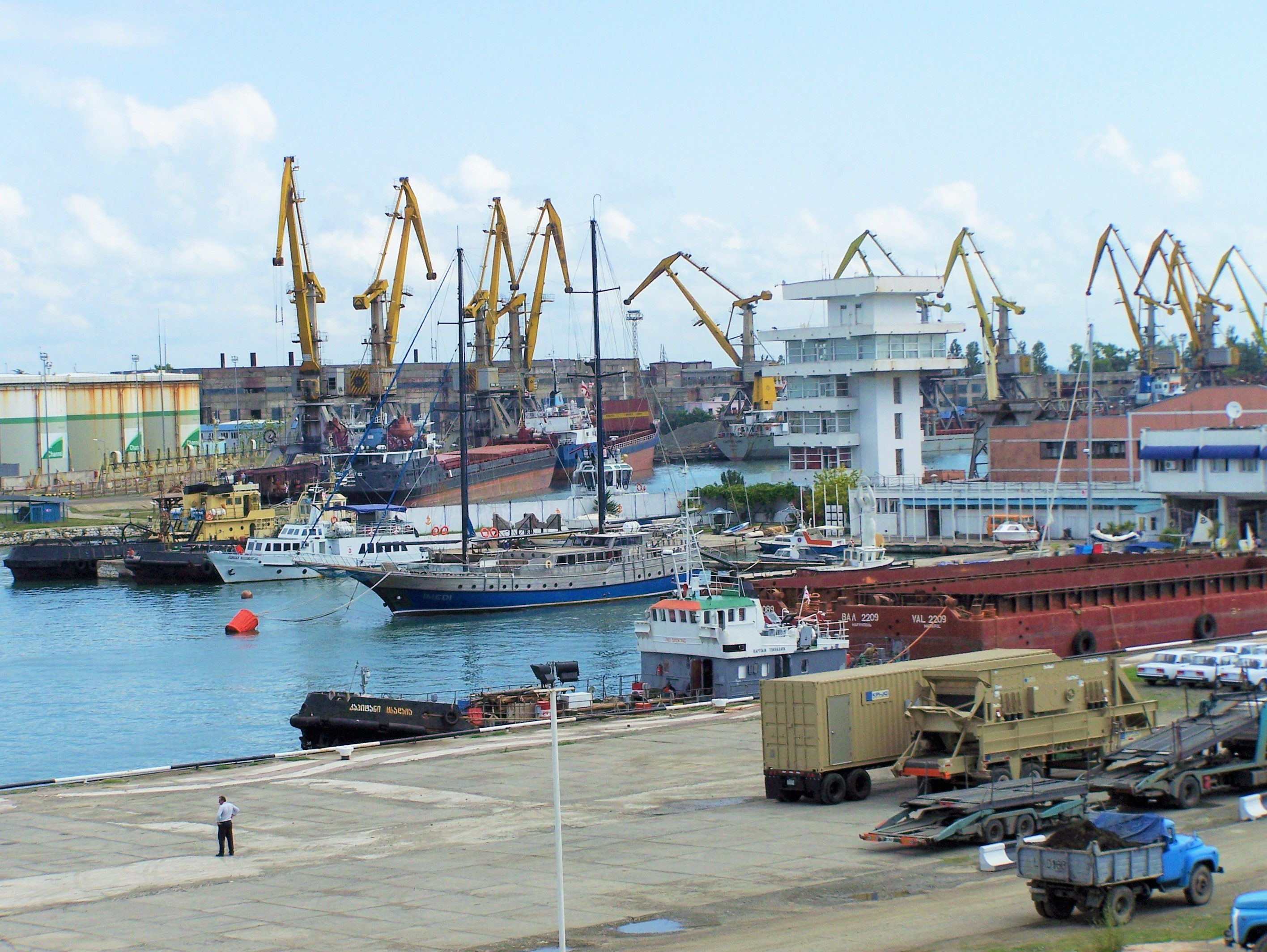
Puerto de Poti, Georgia.

Desde la década de 1960, el gran crecimiento de la industria en el entorno del mar Negro y la construcción de un embalse más grande han incrementado significativamente la variación anual de la N:P:Si (relación de Redfield) en la cuenca. En las zonas costeras, los efectos biológicos de estos cambios han incrementado la frecuencia de afloramientos de fitoplancton monoespecífico, dejando una frecuencia de afloramiento de diatomeas que se incrementa con factor de 2,5 y con un afloramiento de especies no-diatomeas que se ha incrementado con un factor de 6. Las especies no diatomeas, como las primnesiofíceas emiliania huxleyi (cocolitrofo) y chromulina, y los euglenofitos eutreptia lanowii, son capaces de competir con las especies de diatomeas a causa de la disponibilidad limitada del silicio, un constituyente necesario de las frústulas de las diatomeas. Como consecuencia de estos afloramientos, las poblaciones de macrófitos son privadas de luz y la anoxia causa la mortalidad masiva en los animales marinos.
El declive de los macrófitos fue acompañado por la sobrepesca durante la década de 1970, mientras el ctenóforo mnemiopsis redujo la biomasa de copépodos y otras especies de zooplancton a finales de la década de 1980. Además, una especie de fuera, la mnemiopsis leidyi, fue capaz de establecerse por sí misma en la cuenca, pasando de ser unos pocos especímenes a conformar una biomasa de un billón de toneladas. El cambio en las especies del mar Negro también tuvo consecuencias en su hidroquímica, como en el calcio, lo que produciendo la influencia de los cocolitrofos en la salinidad y en el pH, aunque esto todavía no ha sido cuantificado. En las aguas centrales del mar Negro, los niveles de silicio también se redujeron significativamente, debido a una disminución del flujo de silicio asociado con la advección a través de superficies isopícnicas. Este fenómeno demuestra el potencial que tiene una alteración de nutrientes localizada en toda la cuenca del mar Negro.
La reducción de la polución y los esfuerzos reguladores han permitido una recuperación parcial del ecosistema del mar Negro durante la década de 1990, y el ejercicio de monitorización de la Unión Europea, el EROS 21, reveló la disminución de los valores N y P (de la relación N:P:Si) en comparación con el pico medido en 1989. Recientemente, los científicos han notado signos de recuperación ecología, debidos en parte a la construcción de nuevas depuradoras de aguas residuales en Eslovaquia, Hungría, Rumania y Bulgaria, en colaboración con los miembros de la Unión Europea. Las poblaciones de mnemiopsis leidyi se han controlado con la llegada de otras especies de fuera que se alimentan de ellas.

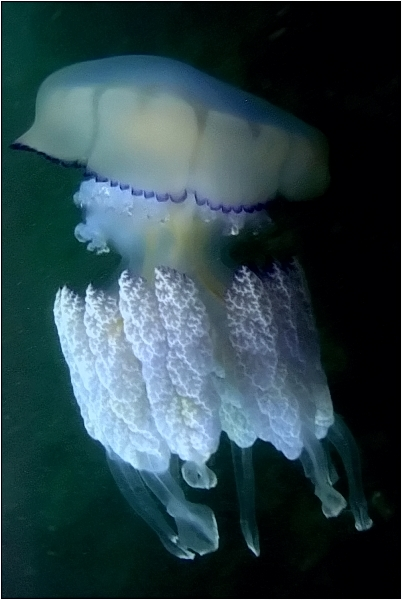
Medusa.
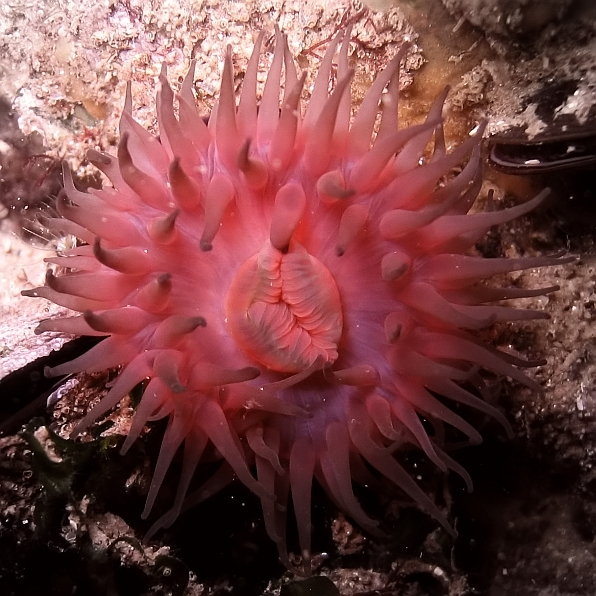
Actinia.
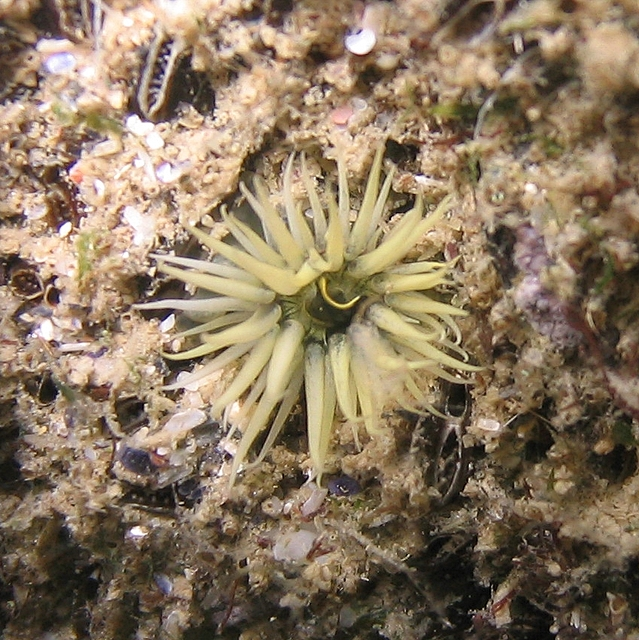
Actinia.
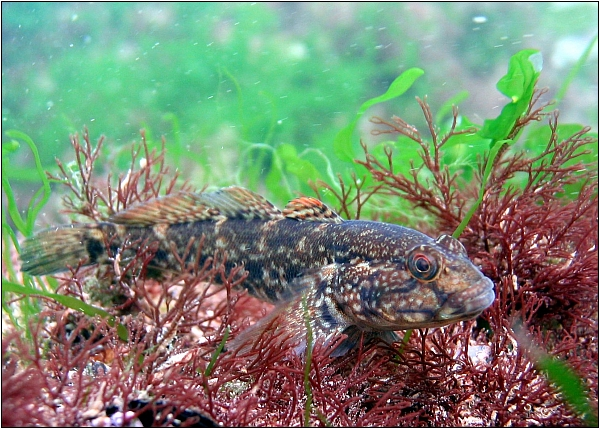
Gobio redondo.
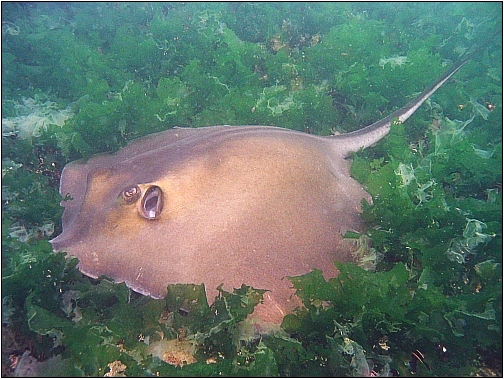
Raya.
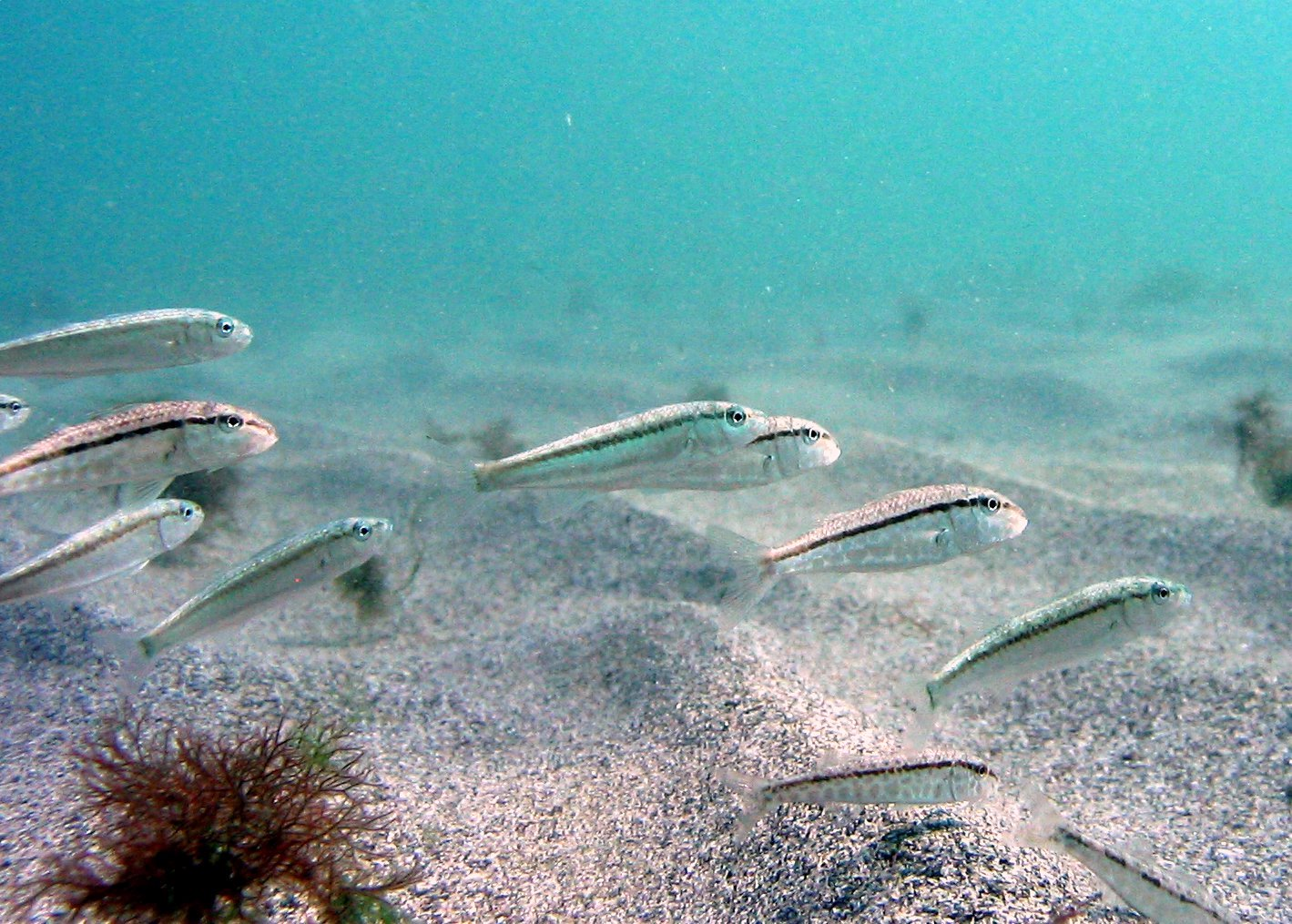
Pez cabra.
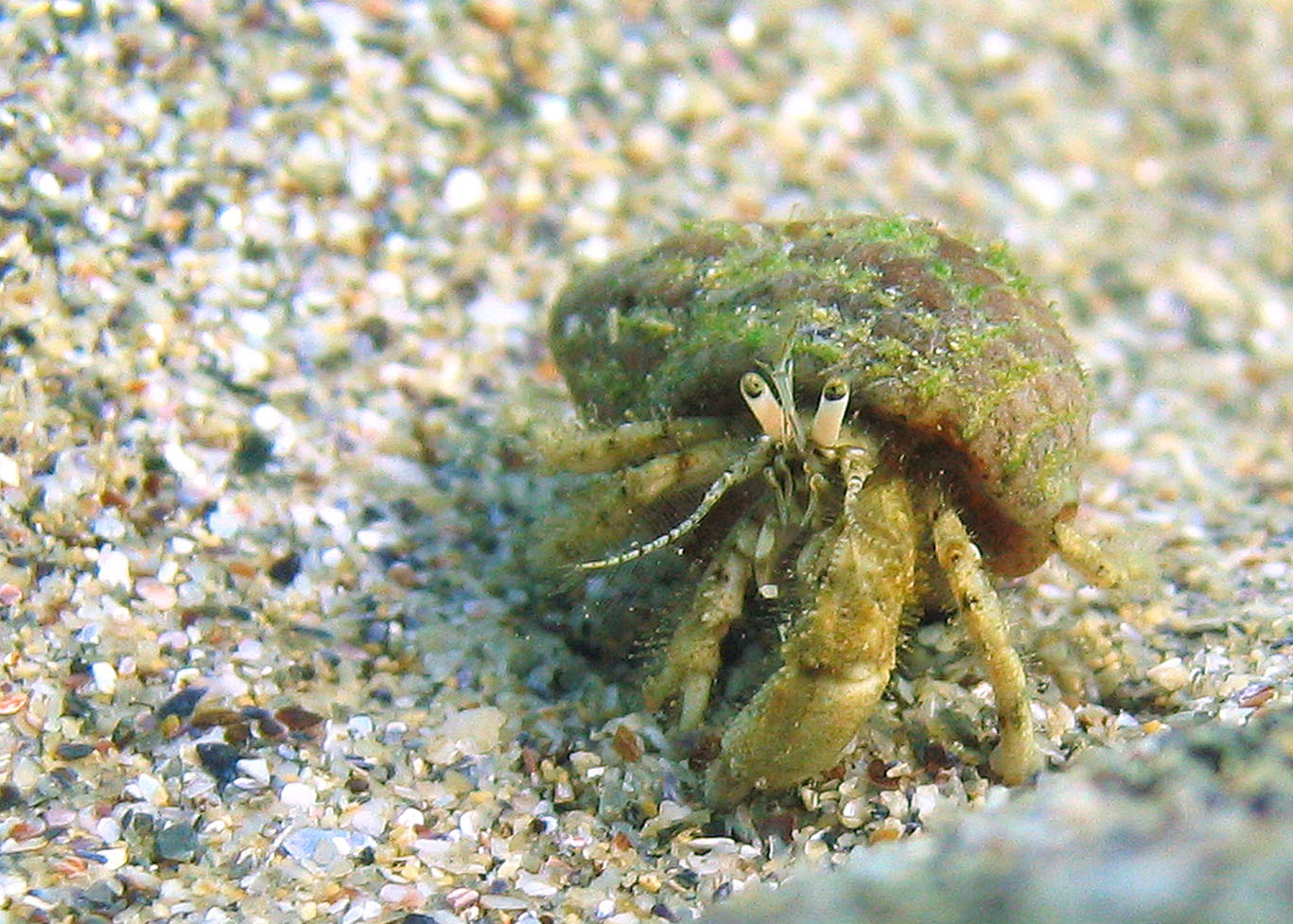
Cangrejo ermitaño.
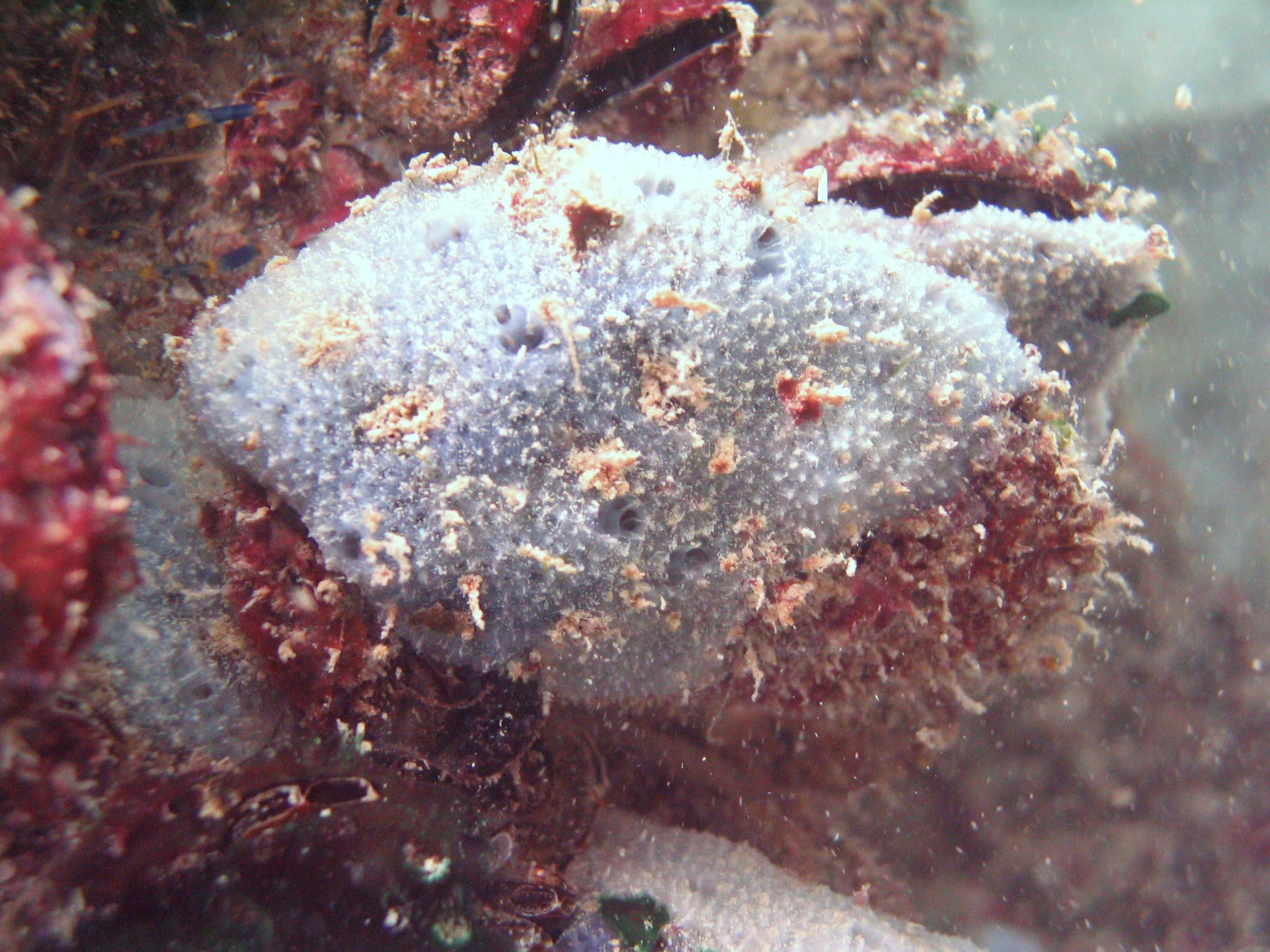
Esponja azul.
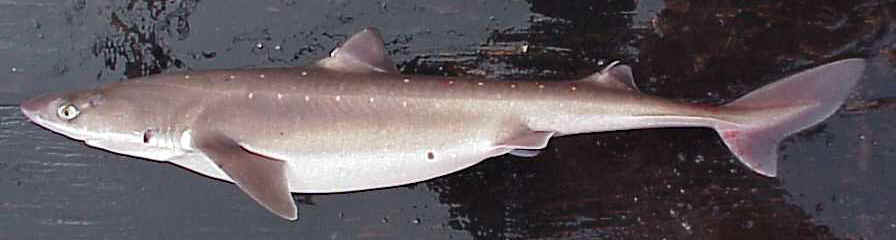
Mielga. (tiburón del mar Negro en peligro de extinción).
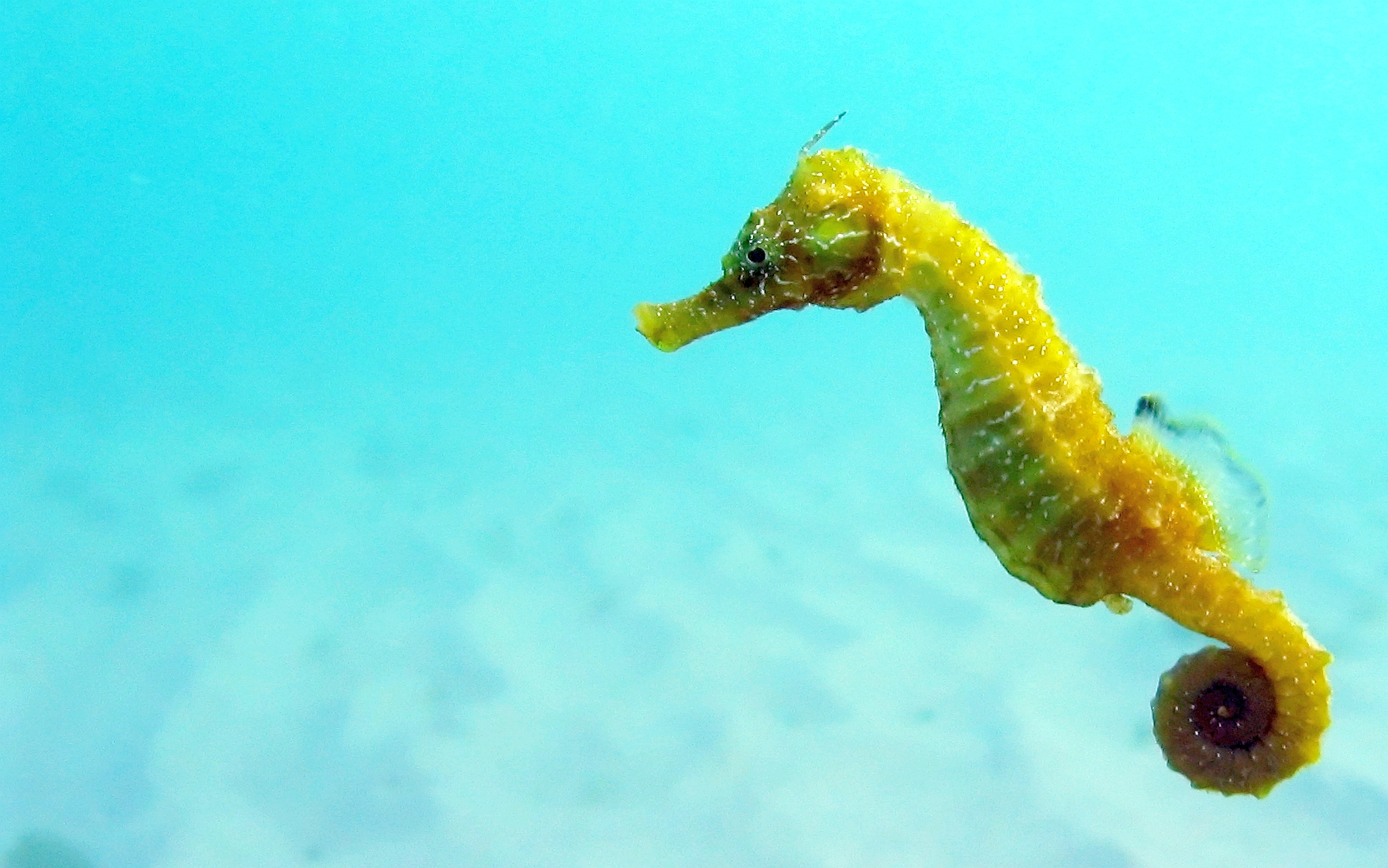
Caballo de mar.

## Clima

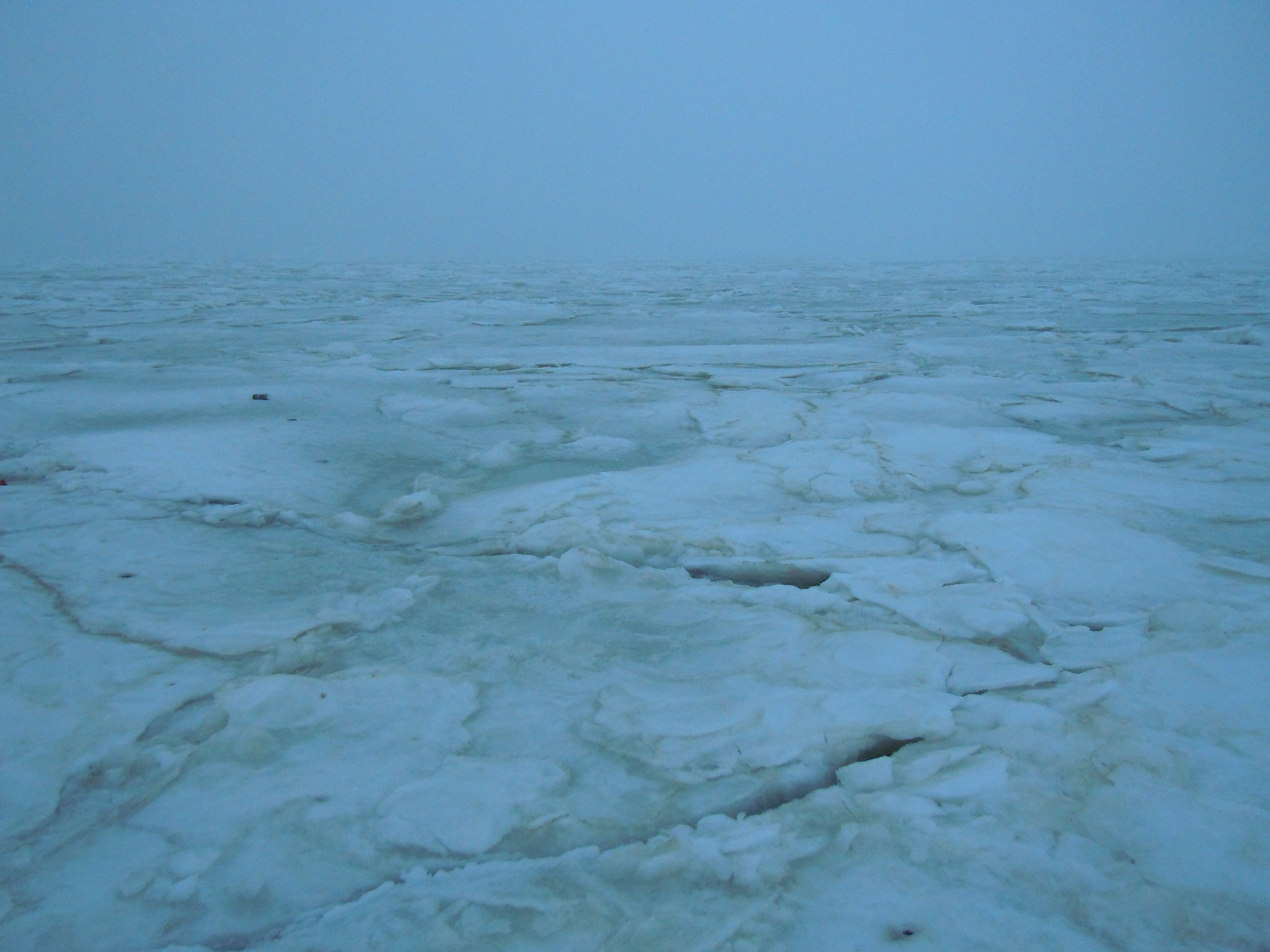
Hielo en el golfo de Odesa.

Las variaciones climáticas a corto plazo en el mar Negro están influenciadas significativamente por el comportamiento de la oscilación del Atlántico Norte, que es el conjunto de mecanismos climáticos que resultan de la interacción entre el norte del Atlántico y las masas de aire de las latitudes medias. Aunque los mecanismos exactos que causan la oscilación del Atlántico Norte no están claros, se cree que las condiciones climáticas establecidas en Europa Occidental por el calor y las precipitaciones fluyen hacia Centroeuropa y Eurasia, regulando la formación de vientos ciclónicos, que son, en buena medida, responsables de las precipitaciones regionales que van a esa zona e influyen en la temperatura de la superficie del Mediterráneo.
La fuerza relativa de estos sistemas también limita la cantidad de aire frío que llega a las regiones norteñas durante el invierno. Entre otros factores influenciables está la topografía, habiendo depresiones y sistemas de tormentas que llegan desde el Mediterráneo y que se canalizan a través de las tierras bajas del entorno del Bósforo. Los Montes Pónticos y las montañas del Cáucaso actúan como guías de estas ondas meteorológicas, limitando la velocidad y la trayectoria de los ciclones que pasan por la región.

## Geología histórica

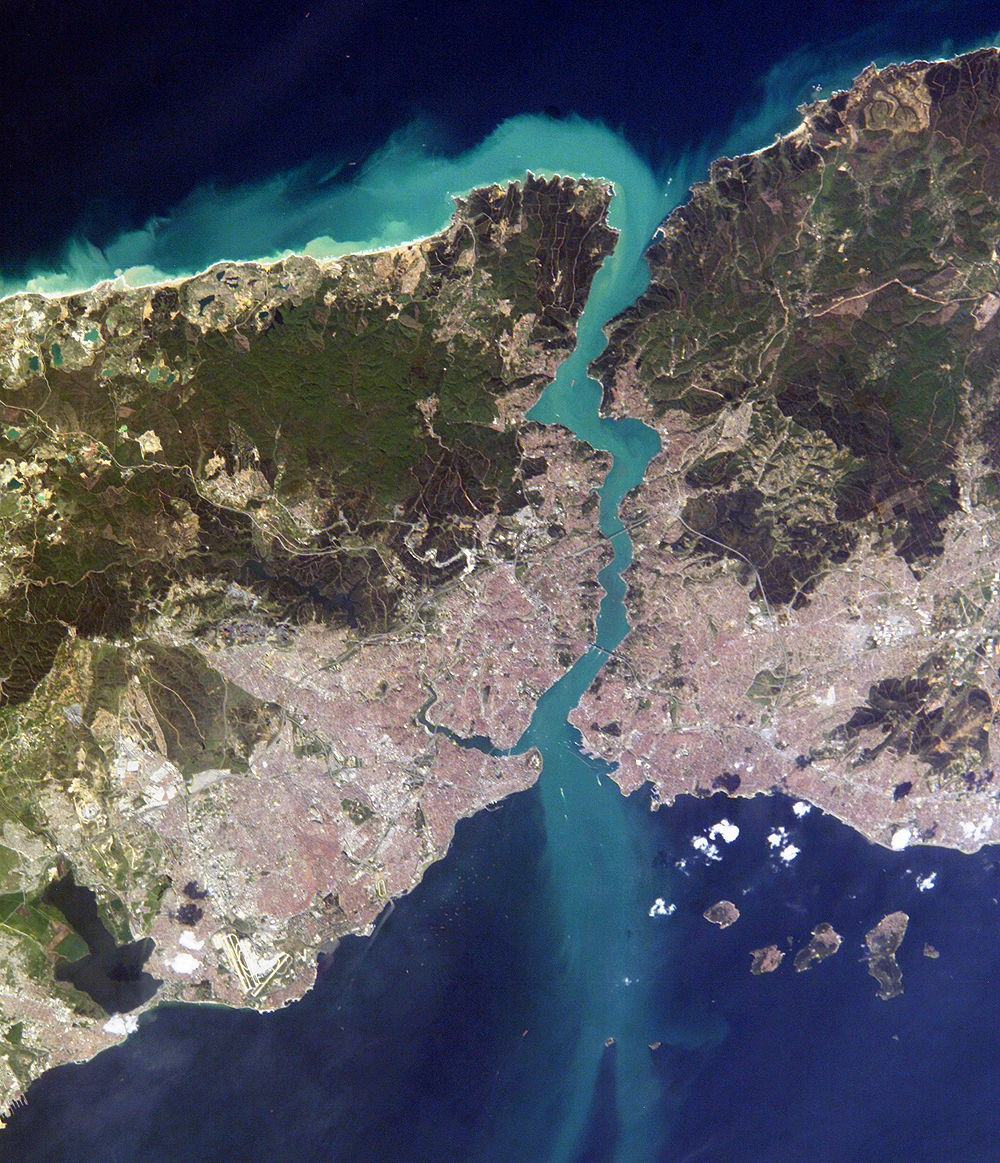
Fotografía del Bósforo tomada desde la Estación Espacial Internacional.

### Conexión con el Mediterráneo durante el Holoceno
El mar Negro está conectado con el océano mundial por dos estrechos, el de Dardanelos y el del Bósforo. En la edad de hielo el nivel del mar estaba 100 m por debajo de donde está ahora.
Hay evidencias de que el nivel del agua en el mar Negro ha sido considerablemente más bajo en algún momento posterior al periodo glacial. Por ejemplo, los arqueólogos han encontrado conchas de especies de agua dulce y estructuras realizadas por el hombre a 100 m bajo del mar en la costa de Turquía. Por ello se cree que el mar Negro fue un lago de agua dulce sin salida al mar (al menos en su superficie) durante la última glaciación y algún tiempo después.
A raíz de la última glaciación, el nivel del agua en el Mar Negro y en el mar Egeo se elevaron de forma independiente hasta que fueron lo suficientemente altos para intercambiar sus aguas. El momento exacto de este proceso sigue siendo objeto de debate. Una posibilidad es que el Mar Negro se llenase primero y que el exceso de agua fluyera por encima del Bósforo hacia el Mediterráneo. También hay escenarios catastróficos, como la "teoría del diluvio del mar Negro" de William Ryan, Walter Pitman y Petko Dimitrov.

### Hipótesis del diluvio
El diluvio del mar Negro es una hipotética catástrofe natural que elevó el nivel del mar Negro, en torno al 5600 a. C., debido a que las aguas del Mediterráneo encontraron un abismo en el estrecho del Bósforo. Esta hipótesis se dio a conocer cuando el periódico The New York Times la publicó en diciembre de 1996. Poco tiempo antes había sido publicada en una revista científica. Aunque está aceptado que la secuencia de eventos que se narra ocurrió, hay un debate sobre lo repentina que fue, la fecha y la magnitud de los eventos. Esta teoría destaca que la descripción prehistórica de este evento quedaría recogida en los mitos del diluvio universal.

## Historia

Colonias griegas (del al III a. C.) del mar Negro (Euxine).

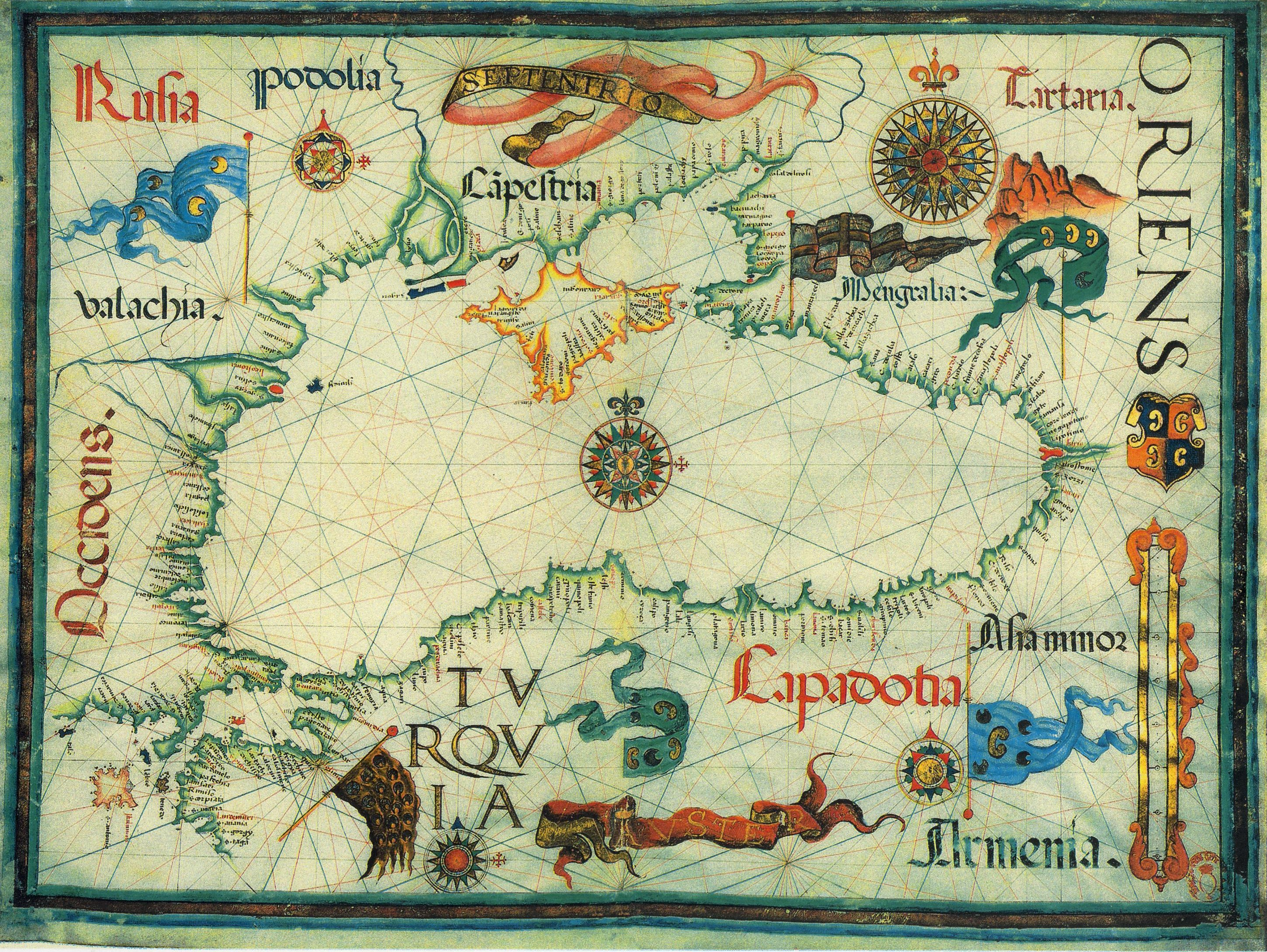
Mapa medieval del mar Negro realizado por Diogo Homem.

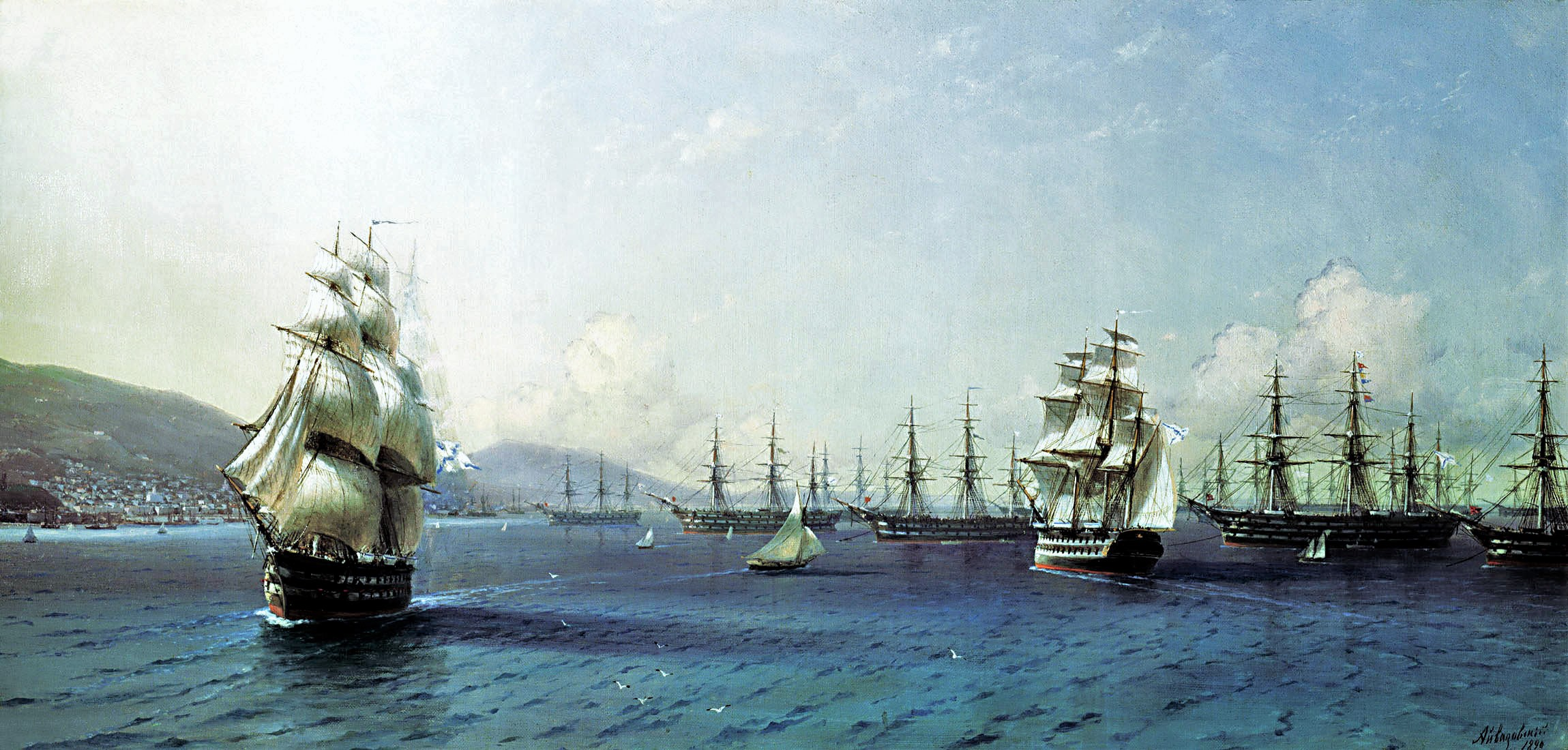
Flota de barcos en la bahía de Feodosia del mar Negro antes de la Guerra de Crimea.

Por el mar Negro pasaban muchas rutas habituales del mundo antiguo: hacia los Balcanes, hacia las estepas del norte de Eurasia, al Cáucaso y a Asia Central, a Asia Menor y a Mesopotamia, y hacia Grecia desde el suroeste.
Los procesadores más antiguos del oro se encontraban en Varna. Además, el mar Negro fue, supuestamente, navegado por los argonautas. La tierra al este del mar Negro, la Cólquida (actualmente Georgia) era el fin oriental del mundo conocido por los griegos.
Las estepas al norte del mar Negro pueden ser la tierra natal (Urheimat) de los primeros hablantes del lenguaje proto-indo-europeo, del cual descienden las lenguas indo-europeas. Esta teoría ha sido sostenida por los discípulos de Marija Gimbutas. Otros trasladan el lugar natal de esa lengua más al este, al mar Caspio o a Anatolia. Hay muchos enclaves portuarios cuya historia se remonta a los tiempos en los que se hicieron las pirámides de Egipto.
El mar Negro se convirtió en un "lago" de la marina otomana durante tres siglos, desde que Génova perdió la península de Crimea en 1479, tras lo cual los únicos barcos mercantes occidentales que cruzaban sus aguas fueron los de la República de Ragusa, que era rival de la República de Venecia. Esta restricción fue cambiada gradualmente por la marina rusa desde 1783 hasta la relajación del control de exportaciones en 1789 por la Revolución Francesa.
El mar Negro fue un teatro de operaciones navales de la I Guerra Mundial y se dieron en él un par de batallas navales del frente oriental de la II Guerra Mundial.

### Arqueología
Las rutas antiguas de la región están siendo estudiadas por científicos. La región fue recorrida por hititas, carios, tracios, griegos, persas, cimerios, escitas, romanos, bizantinos, godos, hunos, ávaros, búlgaros, eslavos, varegos, cruzados, venecianos, genoveses, lituanos, polacos, georgianos, tártaros, turcos y rusos.
Tal vez las áreas más prometedoras para la arqueología submarina sean los asentamientos prehistóricos sumergidos de la plataforma continental y los pecios antiguos de la zona anóxica, que se espera que estén bien preservados debido a la ausencia de oxígeno. Esta concentración de poderes históricos, combinada con la capacidad de preservación de las aguas anóxicas del Mar Negro, ha aumentado el interés de los arqueólogos marinos que han empezado a descubrir un gran número de barcos antiguos y restos orgánicos en buen estado de conservación.
En octubre de 2018, los expertos del Proyecto Arqueológico Marítimo del Mar Negro, localizaron el barco más antiguo del mundo hasta el momento. El descubrimiento se dio durante la observación de una zona de 2000 km2.

## Usos modernos

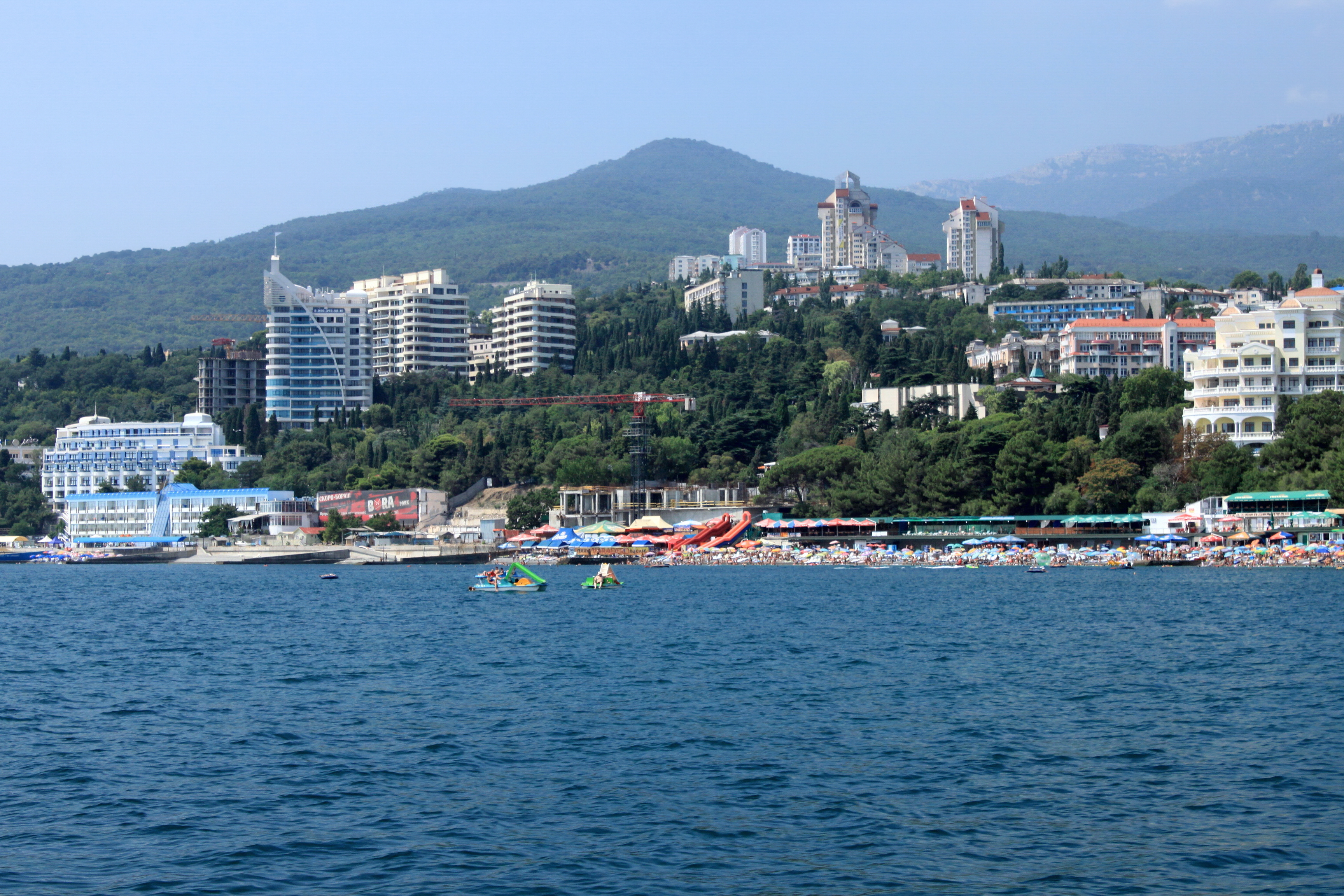
Yalta, Crimea.

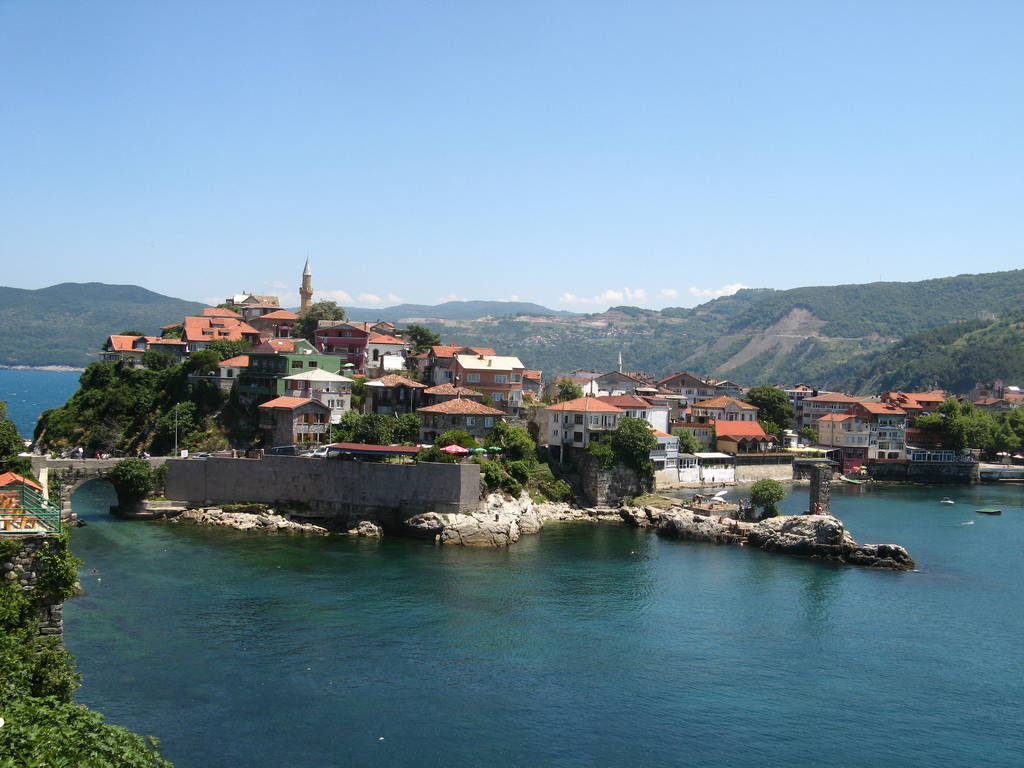
Amasra, Turquía, está localizada en una pequeña isla del mar Negro.

### Usos comerciales y civiles
De acuerdo con la OTAN, el mar Negro es un pasillo estratégico con redes de contrabando para mover bienes legales e ilegales, incluyendo drogas, materiales radioactivos y productos falsificados que pueden ser utilizados para financiar el terrorismo.

## Poblaciones

Localización de las principales ciudades del mar Negro.

#### Navegación

##### Puertos y embarcaderos de ferris
De acuerdo con un estudio de 2013 de la Federación Internacional de Trabajadores del Transporte hay al menos 30 puertos mercantes operativos en el mar Negro (incluyendo, al menos, 12 en Ucrania).

##### Barcos mercantes y tráfico
De acuerdo con un estudio de 2013 de la Federación Internacional de Trabajadores del Transporte, hay en torno a 2400 buques comerciales operando en el mar Negro.

##### Pesca
Anchoas: la flota comercial turca pesca 300 000 toneladas al año de media. La pesca se lleva a cabo sobre todo en invierno, aunque la mayor parte del stock se pesca entre noviembre y diciembre.

##### Exploración de hidrocarburos
Desde la década de 1980, la Unión Soviética empezó a perforar en alta mar para extraer petróleo en la parte occidental de este mar (cerca de la costa de Ucrania). La Ucrania independiente continuó e intensificó estos esfuerzos dentro de su "zona económica exclusiva", invitando a las mayores petroleras internacionales a que explorasen. El descubrimiento de nuevos y masivos pozos de petróleo en el área estimuló un flujo de inversiones extranjeras. También provocó a corto plazo una disputa territorial pacífica con Rumania que se resolvió en 2011, cuando un tribunal internacional redefinió la zona económica exclusiva entre los dos países.

##### Hoteles y espás

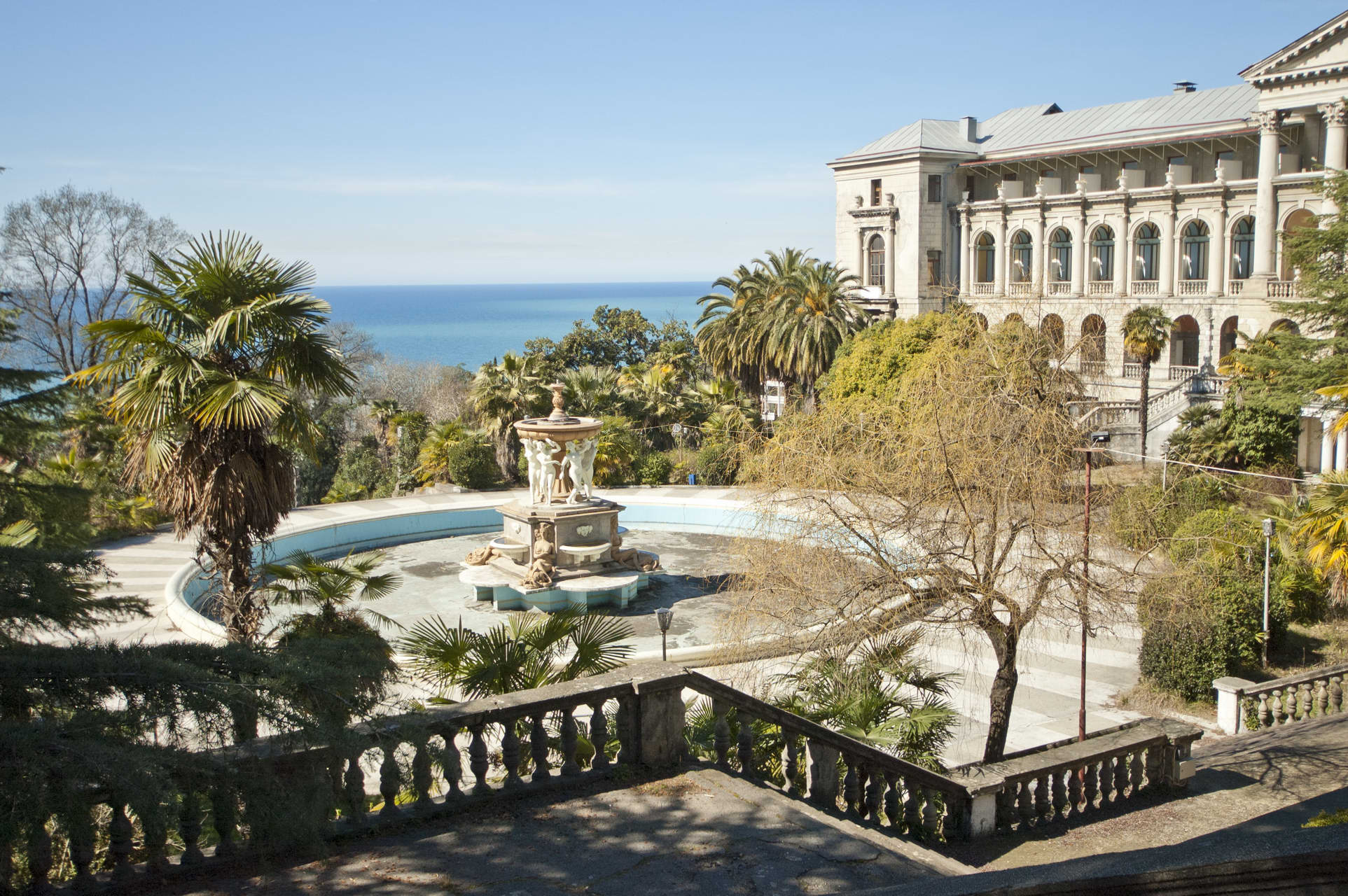
Ordzhonikidze Health Resort en Sochi, Rusia.

En los años posteriores al fin de la Guerra Fría, la popularidad del mar Negro como destino turístico fue en aumento. El turismo de resorts en el mar Negro se ha convertido en una de las industrias en auge de la región.

### Uso militar moderno

#### Uso internacional y militar del estrecho
La convención de Montreux de 1936 proveyó de paso libre a los barcos civiles en aguas internacionales del mar Negro y del Mediterráneo. No obstante, un solo país (Turquía) tiene el control completo sobre el estrecho que conecta ambos mares. Las enmiendas de 1982 a la convención de Montreux permiten a Turquía cerrar el estrecho a su discreción tanto en tiempo de guerra como en tiempo de paz.
La convención de Montreux de 1936 regula el paso de buques entre los mares Mediterráneo y Negro y la presencia de buques militares pertenecientes a los estados que no tienen litoral en las aguas del mar Negro.

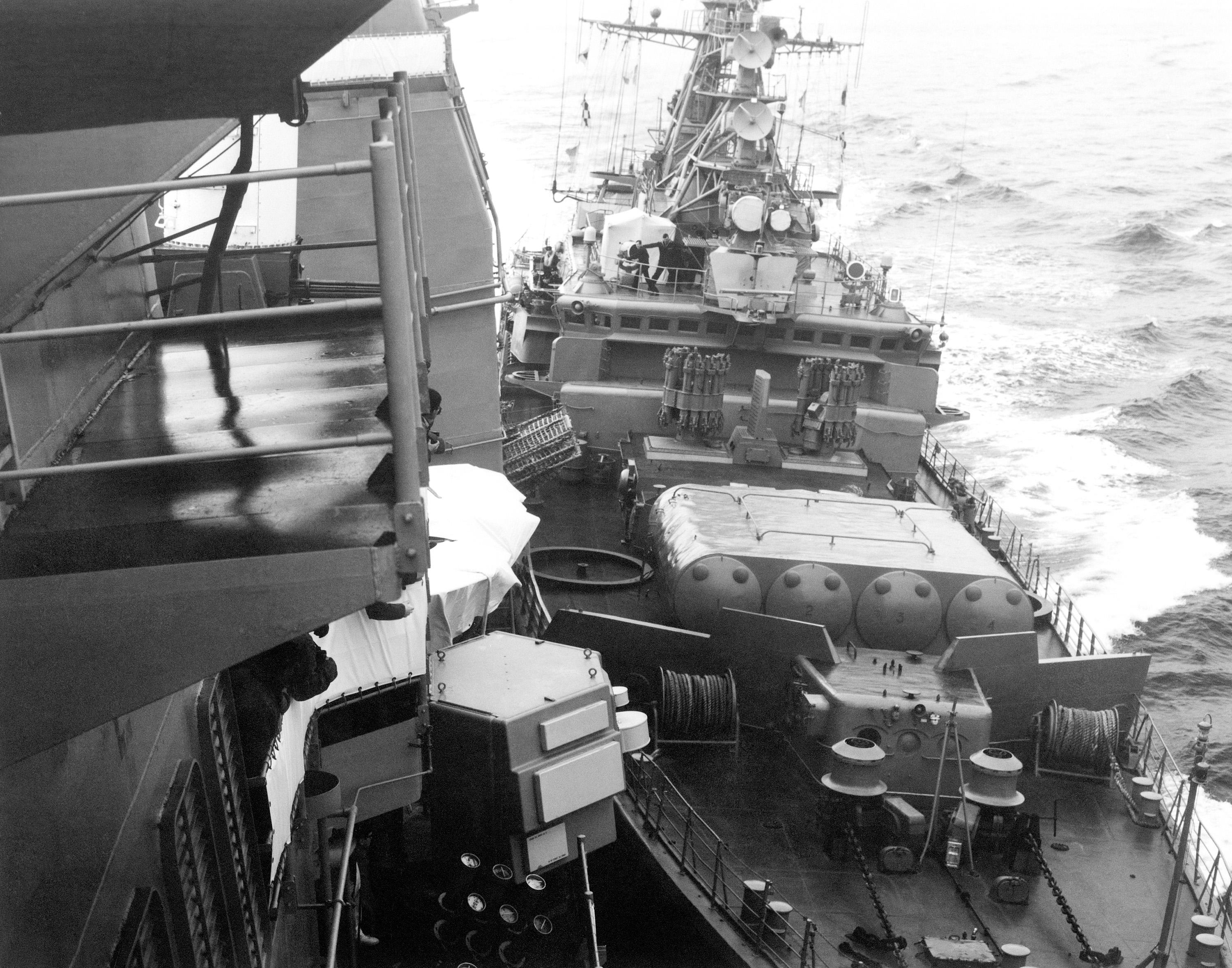
Fragata soviética Bezzavetny de la clase Burevestnik (a la derecha) chocando contra el USS Yorktown durante el "incidente del choque del mar Negro" de 1988.
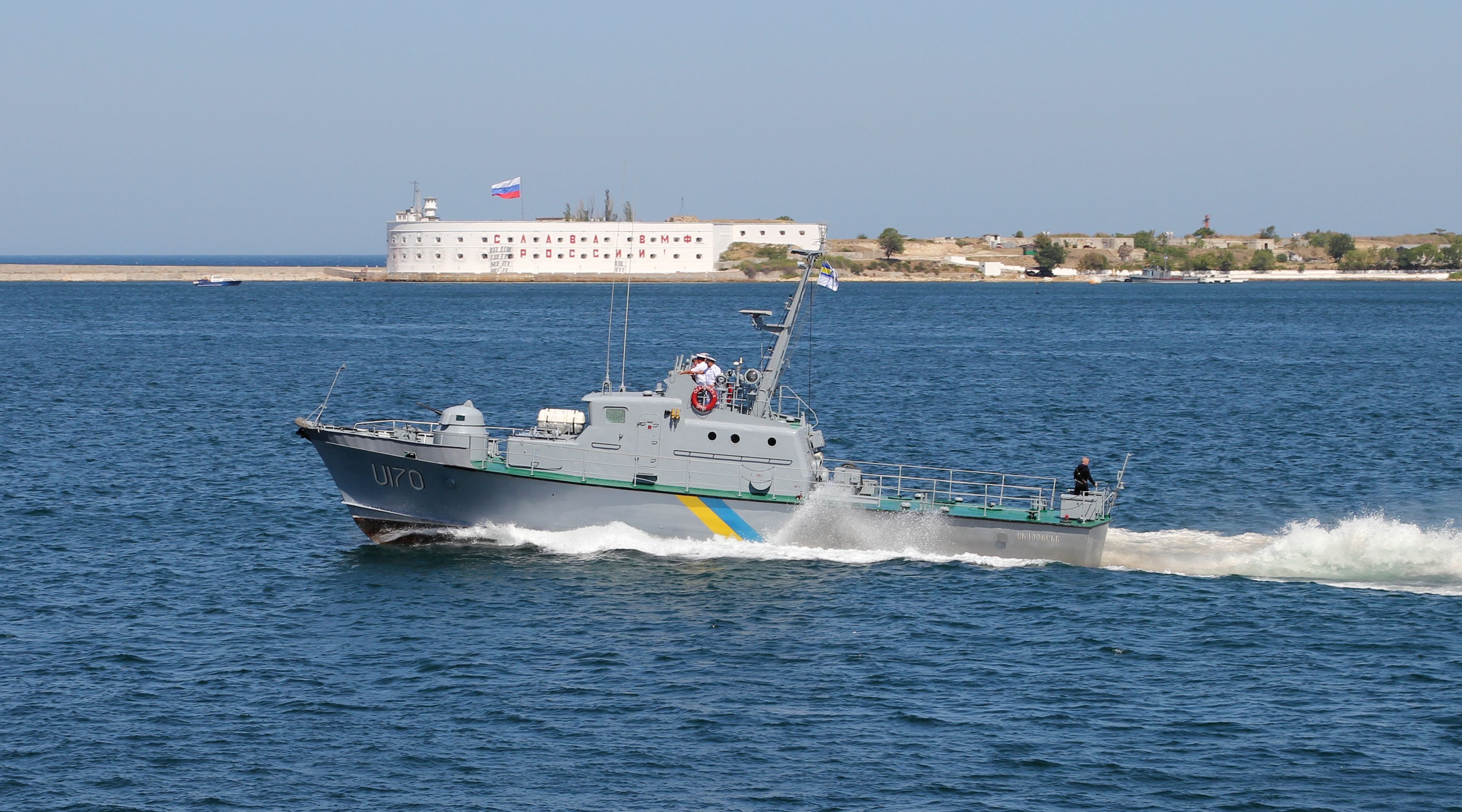
Buque U170 de la marina ucraniana en la bahía de Sebastopol.